# Ardagger Markt

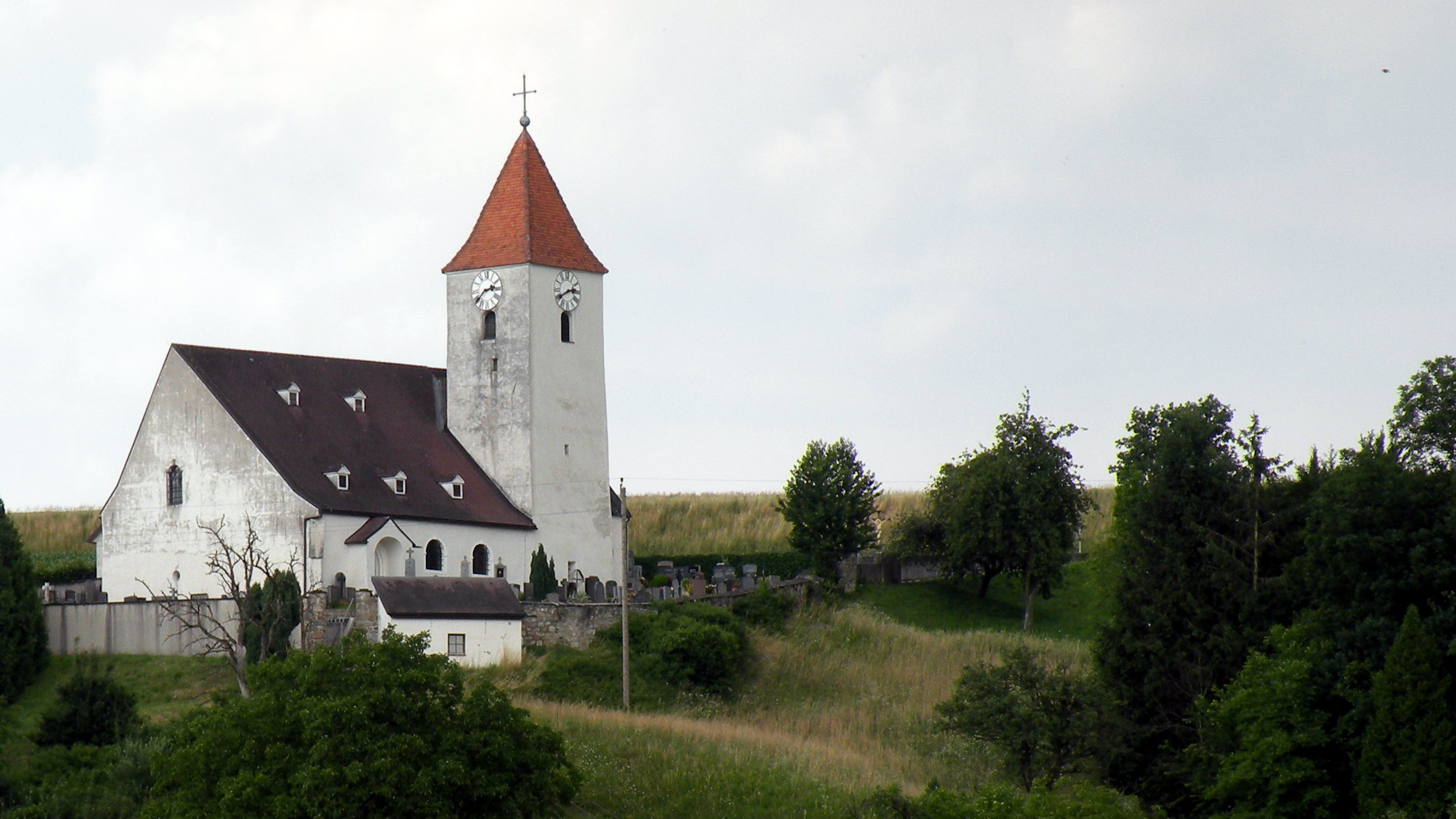
Nikolauskirche in Ardagger Markt

Ardagger Markt ist eine von vier Katastralgemeinden und gleichzeitig Hauptort der Marktgemeinde Ardagger im Bezirk Amstetten in Niederösterreich.

## Geografie
Der Ort liegt am Altaubach, der unmittelbar danach in die Donau mündet. Zur Ortschaft zählen auch die Rotten Bach und Fuchshof sowie die Einzellage Brandhof.

## Geschichte
Der Ort wurde das „Goldene Marktl“ genannt, weil es in früherer Zeit in wirtschaftlicher Hinsicht sehr bedeutend war. Ardagger Markt besaß den einzigen wegsamen Übergang über die Donau und es gab in Ardagger die Möglichkeit, auf dem Landweg den Strudeln der Donau auszuweichen. Es war eine der wichtigsten aber auch die letzte Anlegestelle oberhalb des Strudengaus. Hier wurde die Fracht auf Schiffe umgeladen, die dann von Strudenfahrern sicher durch die Struden gelenkt wurden.
Im Jahr 1822 wurde der Ort als Markt mit 67 Häusern vermerkt, der über eine Pfarre und eine Schule verfügte. Die Herrschaft Zeilern besaß die Ortsobrigkeit und besorgte die Konskription. Die Landgerichtsbarkeit wurde von den Herrschaften Seisenegg und Niederwallsee ausgeübt. Laut Adressbuch von Österreich waren im Jahr 1938 in der damaligen Ortsgemeinde Ardagger Markt zwei Bäcker, ein Binder, zwei Fleischer, vier Gastwirte, zwei Gemischtwarenhändler, ein Gerber, ein Landesproduktehändler, ein Maurermeister, ein Sattler, ein Schmied, ein Schneider und drei Schneiderinnen, vier Schuster, eine Seiler, zwei Tischler, zwei Versicherungsmakler, ein Viktualienhändler und ein Wagner ansässig. Des Weiteren gab es im Ort eine Mühle.

## Kultur und Sehenswürdigkeiten
- Pfarrkirche Ardagger Markt: Die erhöht über dem Markt auf 275 m Seehöhe stehende Kirche wurde erstmals 823 nach Christus erwähnt und ist dem Heiligen Nikolaus, dem Schutzpatron der Wege zu Wasser und der Schifffahrt, geweiht. Sie ist aus romanischer Zeit und es sind noch einige Bauteile erhalten geblieben, wie zum Beispiel das Kreuzrippengewölbe. Man vermutet, dass zur Römerzeit auf dem Platz der heutigen Kirche eine Warte stand.